# Adolf Heyrowsky
Adolf Heyrowsky (Murau, 18 febbraio 1882 – 1945) è stato un aviatore austro-ungarico.
L'Oberst Adolf Heyrowsky era un ufficiale di carriera dell'esercito dell'Impero austro-ungarico che si era dedicato all'aviazione. Divenne un Asso dell'aviazione accreditato durante la prima guerra mondiale, con dodici vittorie aeree, nonostante fosse un pilota da ricognizione. Le unità in cui ha volato e comandato hanno avuto come loro principale missione ricognizioni a lungo raggio e attacchi a terra.

## Biografia e servizio nella prima guerra mondiale

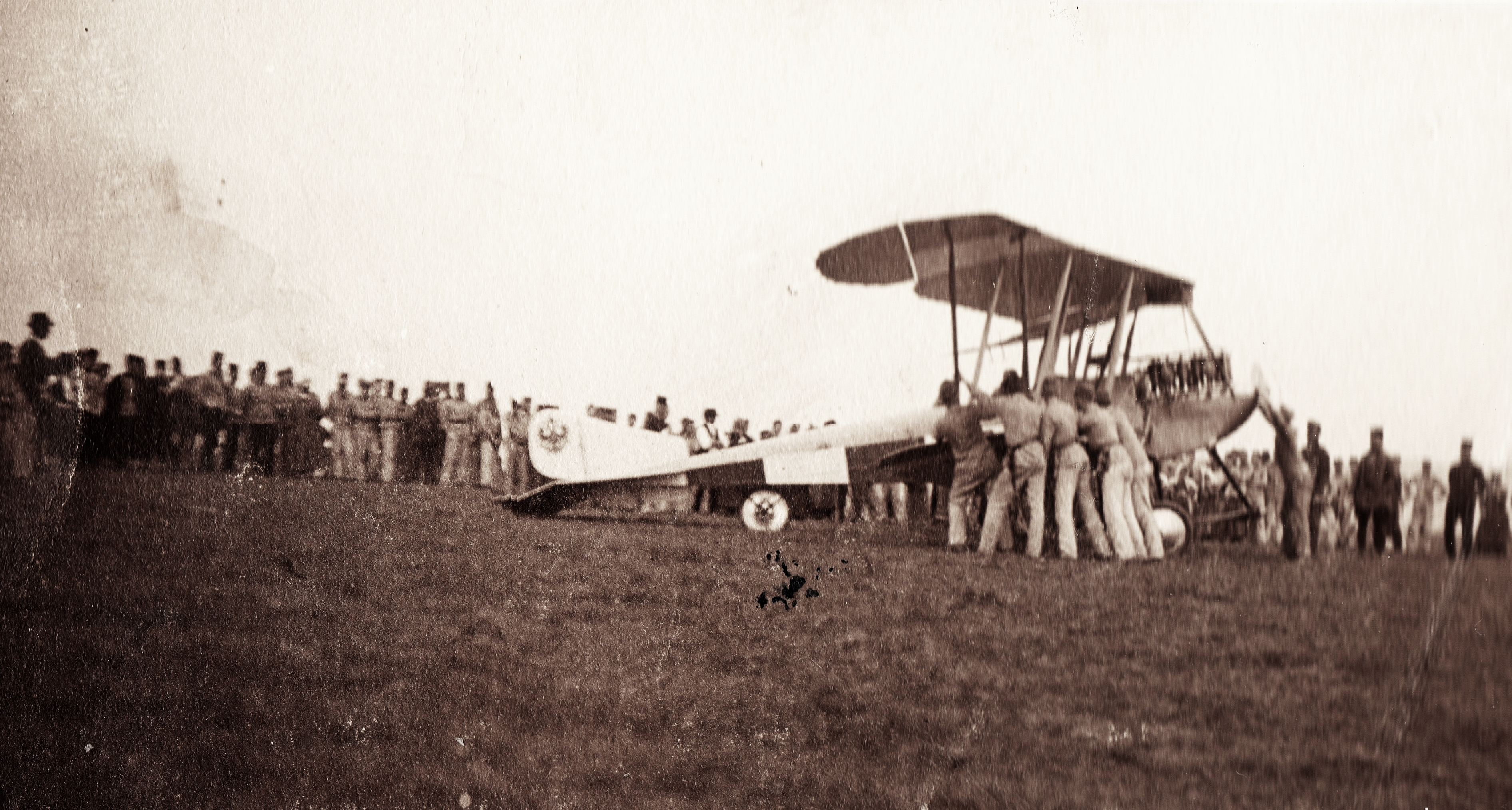
Un Lohner Type B Pfeilflieger nel 1912.

Adolf Heyrowsky nacque il 18 febbraio 1882 a Murau, in Stiria, in Austria. Era il figlio di un guardiacaccia.
Heyrowsky si è laureato presso l'Accademia militare di fanteria di Praga nel 1902. Si è arruolato nell'Infanterieregiment 9 ed è diventato un Offiziersstellvertreter. Fu promosso a Leutnant nel maggio 1904 e poi a Oberleutnant sei anni dopo. Nel 1912, Heyrowski si offrì volontario per l'aviazione; nell'agosto di quell'anno si è qualificato come pilota. Quando scoppiò la prima guerra mondiale, Heyrowsky ebbe una carriera militare rispettabile. Era dotato di un eccellente addestramento nell'aeronautica. Fuori servizio, i suoi interessi sportivi includevano andare a cavallo, guidare un'automobile, sciare, nuotare e scherma. Ha iniziato la guerra nella Flik 2 contro i Serbi.

## Prima guerra mondiale
Nonostante i limiti degli obsoleti biplani Lohner Type B Pfeilflieger, Heyrowsky eseguì audaci missioni di ricognizione che penetrarono fino a 200 km nel territorio nemico. Il 13 settembre 1914, Heyrowsky attaccò un Ponte di barche serbo attraverso il fiume Save. Tenendo i comandi dell'aereo tra le sue ginocchia, accese le micce delle sue bombe e le scagliò fuori bordo a 600 piedi di altitudine, spezzando l'arco centrale del ponte. Successivamente, la divisione serba dipendente dal ponte fu gravemente sconfitta. Heyrowsky ha ricevuto la Medaglia al merito militare (Austria) del bronzo per questa azione.
Il 1º gennaio 1915, Heyrowsky è stato anche promosso a Hauptmann prima dei suoi colleghi. Ha anche ricevuto l'Ordine della terza classe della corona di ferro con decorazioni di guerra. Il 22 febbraio ed il 3 marzo 1915, diventa cacciatore di palloni su Belgrado nella Flik 9, distruggendo un pallone frenato da osservazione in entrambe le date.
Nell'agosto del 1915, Heyrowsky fu nominato comandante della Flik 12; ha ricoperto quell'incarico per il resto dell'anno.
La sua terza vittoria arrivò dopo aver preso il comando di una nuova unità formata, la Flik 19. Costituita da un cast di piloti esperti, la nuova squadriglia sarebbe diventata la migliore squadriglia da ricognizione nell'aviazione austro-ungarica. Anche se dotata principalmente di biposto della Albatros Flugzeugwerke ed Hansa-Brandenburg, la Flik 19 aveva anche caccia monoposto nel suo inventario.
Volando con Benno Fiala von Fernbrugg come suo osservatore, Heyrowsky abbatté il Dirigibile italiano M.4 in fiamme il 4 maggio 1916 con 53 proiettili incendiari. Anche quando Heyrowsky continuava la sua lista di vittorie, era anche volontario a servire come ufficiale di fanteria nelle Battaglie dell'Isonzo in corso durante il suo tempo libero. Era alla guida di una compagnia responsabile del blocco di un'offensiva italiana nella Sesta battaglia dell'Isonzo.
Nel mese di agosto, è stato costretto ad atterrare per due giorni consecutivi, anche quando ha raccolto altre due vittorie e divenne un Asso dell'aviazione. In uno di quei combattimenti di agosto, ha combattuto con nove avversari italiani per 45 minuti durante una missione di ricognizione.
A partire dal marzo 1917, la Flik 19 fu assegnata a compiti di attacco a terra a sostegno della 14ª divisione di fanteria austro-ungarica. Ad aprile, Heyrowsky scelse l'Hansa-Brandenburg C.I numero di serie 29.64 come suo aereo personale; non avrebbe volato nessun altro fino al settembre del 1917. Durante questo periodo, Heyrowsky avrebbe continuato a vincere; il 26 giugno 1917 abbatté due aerei nemici.
Fu abbattuto di nuovo ad ottobre, durante la Battaglia di Caporetto. Nonostante la caduta nel bel mezzo dei combattimenti e ben dietro le linee italiane, Heyrowsky ed il suo osservatore sono riusciti a sfuggire alla cattura in un viaggio di due giorni dietro le linee. Al suo ritorno, è stato rimosso dal servizio da caccia per il lavoro sul personale. Cominciò come ufficiale di servizio per l'aviazione per la 2nd Army (German Empire) e si trasferì per diventare l'ufficiale di collegamento aereo del generale Ernst von Hoeppner nel marzo 1918. Ricevette anche la Croce di Cavaliere dell'Ordine imperiale di Leopoldo.
Mentre era nello staff di Hoeppner, Heyrowsky è riuscito a volare con l'aviazione tedesca, svolgendo bombardamenti su Amiens, Parigi, Nancy e Dover. Quando gli austro-ungarici lanciarono la loro ultima grande offensiva nella Battaglia del solstizio, Heyrowsky tornò al fronte italiano. Ha coordinato le azioni tra l'aviazione austro-ungarica e le truppe di terra fino alla fine della battaglia, il 25 giugno 1918. Poi è tornato in Germania fino alla fine della guerra.

## Il dopoguerra
Heyrowsky servì nella Luftwaffe (Wehrmacht) come Oberst durante la seconda guerra mondiale. Morì nel 1945, sull'orlo della promozione a Generalmajor. Aveva 63 anni.